# Aermacchi S-211
O Aermacchi S-211 é um avião a jato de treinamento militar projetado e originalmente comercializado pela companhia italiana SIAI Marchetti como S-211, até a Aermacchi ter adquirido a produção em 1997.

## História
A SIAI Marchetti começou a trabalhar na aeronave em 1976, esperando poder oferecê-la a forças aéreas que já eram clientes da companhia e que já operavam o Aermacchi SF-260 de motor a pistão. Formalmente apresentado em Paris em 1977, o interesse demonstrado foi suficiente para justificar a construção de dois protótipos, o primeiro dos quais voou em 10 de abril de 1981. Assim como muito treinadores militares, o S-211 pode receber armamento.
Até janeiro de 2006 cerca de 60 aeronaves tinham sido vendidas.
|  |

## Acidentes
Em 21 de setembro de 1992, um avião  filipino(S-211) avião da Força Aérea caiu no mar depois de decolar de Antonio Baptista Base Aérea, Palawan.

## Versões
- S-211 - versão original de produção.
  - S-211A - modelo mais potente da versão S-211.
- M-311 - versão aperfeiçoada anunciada pela Aermacchi em 2004.

## Usuários
- Singapura - 30 exemplares equipando dois esquadrões, sendo 24 montados localmente pela Singapore Aircraft Industries.
- Filipinas - 19 exemplares equipando dois esquadrões, sendo 15 montados localmente pela Philippine Aerospace Development Corporation.
- Haiti - encomendou 4 exemplares mas por problemas financeiros cancelou o pedido. Os 4 aviões foram então vendidos para operadores particulares.

## Ficha técnica

### Características gerais
Tripulação:2 pessoas
Peso vazio:1,850 KG
- Comprimento: 9,53m[1]
- Envergadura: 8,51m[1]
- Área alar: 12,60m²[1]
- Altura: 3,73m[1]

MOTOR:1× Pratt & Whitney JT15D-4C motor turbofan 11,12 kN (2.500 lbf)

### Pesos
- Vazio operacional: 2030 kg[1]
- Máximo de decolagem: 3100 kg[1]
- Máximo de pouso: 3000 kg[1]

### Desempenho
- Velocidade máxima: 765Km/h[1]
- Velocidade de decolagem: -
- Velocidade de pouso: 165 km/h
- Limites g: +6g, -3g
- Distáncia de decolagem: 440m
- Distáncia de pouso: 430m
- Teto operacional: 12.800m[1]
- Autonomia: 4h 15min

### Motores
- Quantidade e tipo: 1 turbofan
- Marca: Pratt & Whitney Canada
- Modelo: JT15D-5C
- Empuxo na decolagem: 14,19 kN

### Armamento
- Interno: -
- Externo: 1 metralhadora de 12,7mm e 4 pontos duros sob as asas.
  - Matra Type 155 SNEB 68 mm (2,7 in)[1]
  - Pontos duros 4x sob as asas com capacidade para 660 kg (1 460 lb)[1]